# Choroby wewnętrzne zwierząt
Choroby wewnętrzne zwierząt, czy też interna (łac. internus - wewnętrzny) – to obszerna dziedzina medycyny weterynaryjnej zajmująca się schorzeniami narządów wewnętrznych, czy też układów narządowych u zwierząt.
W czasie studiów studenci weterynarii mają zajęcia z chorób wewnętrznych różnych gatunków zwierząt i podczas późniejszej pracy zawodowej w ramach specjalizacji gatunkowych lekarze weterynarii zajmują się chorobami wewnętrznymi małych zwierząt, np. psy i koty, koni, przeżuwaczy, czy trzody chlewnej, wykonując badania diagnostyczne stawiają rozpoznanie choroby z zaleceniem dalszego leczenia. W celach dydaktycznych mają do dyspozycji liczne podręczniki dotyczące chorób wewnętrznych zwierząt.
Dalsze poszerzanie podyplomowe wiedzy umożliwiają publikacje w prasie zawodowej.